# Sofka Skipwith
 (novembre 2021).
La mise en forme du texte ne suit pas les recommandations de Wikipédia : il faut le « wikifier ».
Les points d'amélioration suivants sont les cas les plus fréquents :
- Les titres sont pré-formatés par le logiciel. Ils ne sont ni en capitales, ni en gras.
- Le texte ne doit pas être écrit en capitales (les noms de famille non plus), ni en gras, ni en italique, ni en « petit »…
- Le gras n'est utilisé que pour surligner le titre de l'article dans l'introduction, une seule fois.
- L'italique est rarement utilisé : mots en langue étrangère, titres d'œuvres, noms de bateaux, etc.
- Les citations ne sont pas en italique mais en corps de texte normal. Elles sont entourées par des guillemets français : « et ».
- Les listes à puces sont à éviter, des paragraphes rédigés étant largement préférés. Les tableaux sont à réserver à la présentation de données structurées (résultats, etc.).
- Les appels de note de bas de page (petits chiffres en exposant, introduits par l'outil «  Source ») sont à placer entre la fin de phrase et le point final[comme ça].
- Les liens internes (vers d'autres articles de Wikipédia) sont à choisir avec parcimonie. Créez des liens vers des articles approfondissant le sujet. Les termes génériques sans rapport avec le sujet sont à éviter, ainsi que les répétitions de liens vers un même terme.
- Les liens externes sont à placer uniquement dans une section « Liens externes », à la fin de l'article. Ces liens sont à choisir avec parcimonie suivant les règles définies. Si un lien sert de source à l'article, son insertion dans le texte est à faire par les notes de bas de page.
- La présentation des références doit suivre les conventions bibliographiques. Il est recommandé d'utiliser les modèles {{Ouvrage}}, {{Chapitre}}, {{Article}}, {{Lien web}} et/ou {{Bibliographie}}. Le mode d'édition visuel peut mettre en forme automatiquement les références.
- Insérer une infobox (cadre d'informations à droite) n'est pas obligatoire pour parachever la mise en page.

Pour une aide détaillée, merci de consulter Aide:Wikification.
Si vous pensez que ces points ont été résolus, vous pouvez retirer ce bandeau et améliorer la mise en forme d'un autre article.
Sofka Skipwith (née Sophia Dolgorouky le 23 octobre 1907 et morte le 26 février 1994) est une princesse russe. Après avoir travaillé pour Laurence Olivier et avoir été internée par les nazis en France pendant la Seconde Guerre mondiale, elle œuvre à la protection des Juifs. Elle fut honorée pour ses efforts à la fois par le gouvernement britannique et par Israël, où elle fut nommée Juste parmi les nations par Yad Vashem.

## Biographie

### Enfance
Sofka Skipwith est la seule fille du prince Peter Dolgorouky et de la comtesse Sophy Bobrinsky. Ses parents se sont mariés en 1907 dans une église privée du Palais d'Hiver, et la cérémonie fut suivie d'un service au Palais Bobrinsky auquel la famille impériale Romanov était présente. Dans la biographie qu'elle consacre à grand-mère Red Princess: A Revolutionary Life, Sofka Zinovieff écrit : "le mariage était considéré comme le plus brillant de la saison 1907".  
Du côté de son père, Sofka Skipwith tenait Riourik, prince de Novgorod, pour ancêtre ainsi qu'une esclave grecque qu'un comte polonais avait arrachée à un prince autrichien pendant une partie de jeu de cartes. Le grand-père paternel de Sofka Skipwith, « Sandik », était Grand Maréchal de la cour impériale et maître de cérémonie ; elle s'est souvenue de lui comme d'« un personnage plutôt terrifiant ».
Du côté de sa mère, elle descendait du comte Bobrinsky, le fils illégitime de Catherine la Grande, et aussi d'un enfant trouvé (enfant abandonné) qui était probablement l'enfant du frère du tsar. Dans sa jeunesse à Saint-Pétersbourg, elle jouait occasionnellement avec le tsarévitch.
Sa mère, Sophie, dont le père était le maréchal de la noblesse russe, président de l'Union de la noblesse des provinces russes, et chevalier de l'ordre de Saint-Alexandre-Nevski, étudia la médecine et devint une chirurgienne respectée, apprit à voler en 1913 et a été l'une des premières femmes pilotes de bombardiers,, était la seule femme participant à un rallye automobile de Saint-Pétersbourg à Kiev en 1912, et a également publié de la poésie satirique sous un pseudonyme. En 1916, elle revint du service médical dans l'armée russe avec le paludisme et deux croix de Saint-Georges. À la suite de la Révolution d'Octobre, elle rentra en Russie bolchévique et obtint la libération de son deuxième mari de prison. Elle donna à sa fille un diminutif de son nom. 
Les parents de Sofka Skipwith ont divorcé alors qu'elle avait quatre ans et elle grandit surtout avec sa grand-mère paternelle et une gouvernante anglaise.
Lorsque la Révolution eut lieu, la grand-mère de Sofka Skipwith l'emmena avec elle en Crimée où elle assistait en tant que dame d'honneur l'impératrice douairière Marie. 
Au printemps 1919, elles furent évacuées vers l'Angleterre,. Sofka Skipwith grandit donc à Bath, Londres, Rome, Budapest (où son beau-père représentait le gouvernement impérial russe encore reconnu et où sa mère ne tolérait pas sa présence), Nice, Paris et enfin Dieppe. Pendant son séjour à Londres, elle "apprécie vraiment" d'aller à l'école au Queen's College. C'est dans cet établissement qu'elle obtient un certificat d'études et rencontre le duc et la duchesse de Hamilton. Leur fille, Margaret Douglas-Hamilton, était une amie proche de Sofka Skipwith, laquelle leur a rendu visite à plusieurs reprises. Lorsque Margaret fut expulsée de l'école, Sofka Skipwith fut invitée à venir de Rome, où elle résidait alors, pour rester six mois et étudier avec son amie. Les deux ont finalement poussé la gouvernante à « leur jeter tout ce qui pouvait être mobile ». 
Dans un lycée à Nice, elle obtint le Certificat d'Études Secondaires, mais n'essaya pas de passer le baccalauréat. 
À Rome, elle eut sa première histoire d'amour. C'est également dans cette ville qu'elle se mit à lire beaucoup, sous l'influence d'un bibliothécaire russe qui travaillait dans le secteur anglophone de la bibliothèque.

### Travail de secrétaire
Comme suggéré par sa mère, Sofka Skipwith obtint un diplôme de sténodactylographe, en français et en anglais, à l'école Pigier de Dieppe. À 21 ans, elle devint la secrétaire de la duchesse d'Hamilton après quelques expériences d'emplois insatisfaisantes. Son travail a exigé d'elle qu'elle parle avec la duchesse lors de certains événements. Aussi, elle dut s'occuper d'organiser le mariage de Margaret et son futur mari James Drummond-Hay : Sofka Skipwith fut l'une des douze demoiselles d'honneur, habillées des couleurs de l'arc-en-ciel. Dans ses mémoires, elle raconte que le majordome fait irruption dans sa chambre alors qu'elle s'habillait pour le dîner avant le mariage. Ne tenant pas compte du fait qu'elle n'était "vêtue que d'un soutien-gorge et d'une culotte" il haletait : "Votre Altesse, je ne peux pas le faire. Lord Malcolm a téléphoné  et dit qu'il y aurait huit convives de plus à dîner". Alors, elle et "un couple de valets" ont sauvé la journée avec un arrangement de tables à tréteaux dans un passage. 
Elle a également prétendu avoir perdu son passeport de réfugié Nansen et a ainsi acquis un passeport britannique.
En 1931, elle se maria avec Leo Zinovieff qui était aussi un aristocrate russe dont la famille avait fui la Révolution. Il étudia l'anglais dans une école secondaire à 15 ans, puis devint ingénieur avant d'obtenir la première place au City and Guilds Engineering College. 
Pendant un an et demi, elle ne travailla que par intermittence : elle traduisit le livre de sa mère, alla et donna des fêtes. Puis, alors que la Grande Dépression s'aggravait, son mari fut licencié et elle ne put plus travailler en raison des nausées matinales provoquées par sa première grossesse. Ils se débrouillaient en louant une grande partie de leur maison, en complétant des travaux de dactylographie, de relecture et de remplissage d'enveloppes, et grâce à des prêts et des cadeaux d'amis. Après la naissance de son fils Peter, Sofka Skipwith s'est inscrite à l'agence d'intérim Universal Aunts et a également enseigné le russe au sein de Davies, une agence qui assurait le coaching pour les examens de langues étrangères. Grâce à Universal Aunts, elle commença à travailler pour Laurence Olivier et sa femme Jill Esmond et a y bientôt travaillé cinq jours par semaine.

### Second mariage et internement lors de la Seconde Guerre mondiale
Elle et son mari Leo Zinovieff divorcèrent à l'amiable, après la naissance de leur deuxième fils, en suivant les instructions de Holy Deadlock d' AP Herbert et les conseils d'un avocat. Peu de temps après la séparation des Olivier, elle épousa Gray Skipwith, un baronnet, et ils vécurent quelque temps dans la maison des Olivier à Cheyne Walk. Pour leur mariage, Laurence Olivier leur offrit une réplique de son propre lit, inhabituellement grand, avec des draps et des couvertures de taille appropriée,. Les deux époux décident peu après de quitter Londres et trouve un cottage à louer à Cookham Dean, près de Maidenhead,. Après la naissance du troisième fils en septembre 1938, ils décidèrent de s'installer à Paris et de se concentrer sur la traduction. Ils avaient prévu d'emménager en septembre 1939 – après avoir passé l'été à voyager avec une troupe de cosaques, campant avec leur chien à chaque étape. Mais le déclenchement de la Seconde Guerre mondiale rend impossible le déplacement à Paris et comme ils avaient renoncé au bail à Cookham Dean, ils partent pour Chelsea, après quelque temps d'errance.

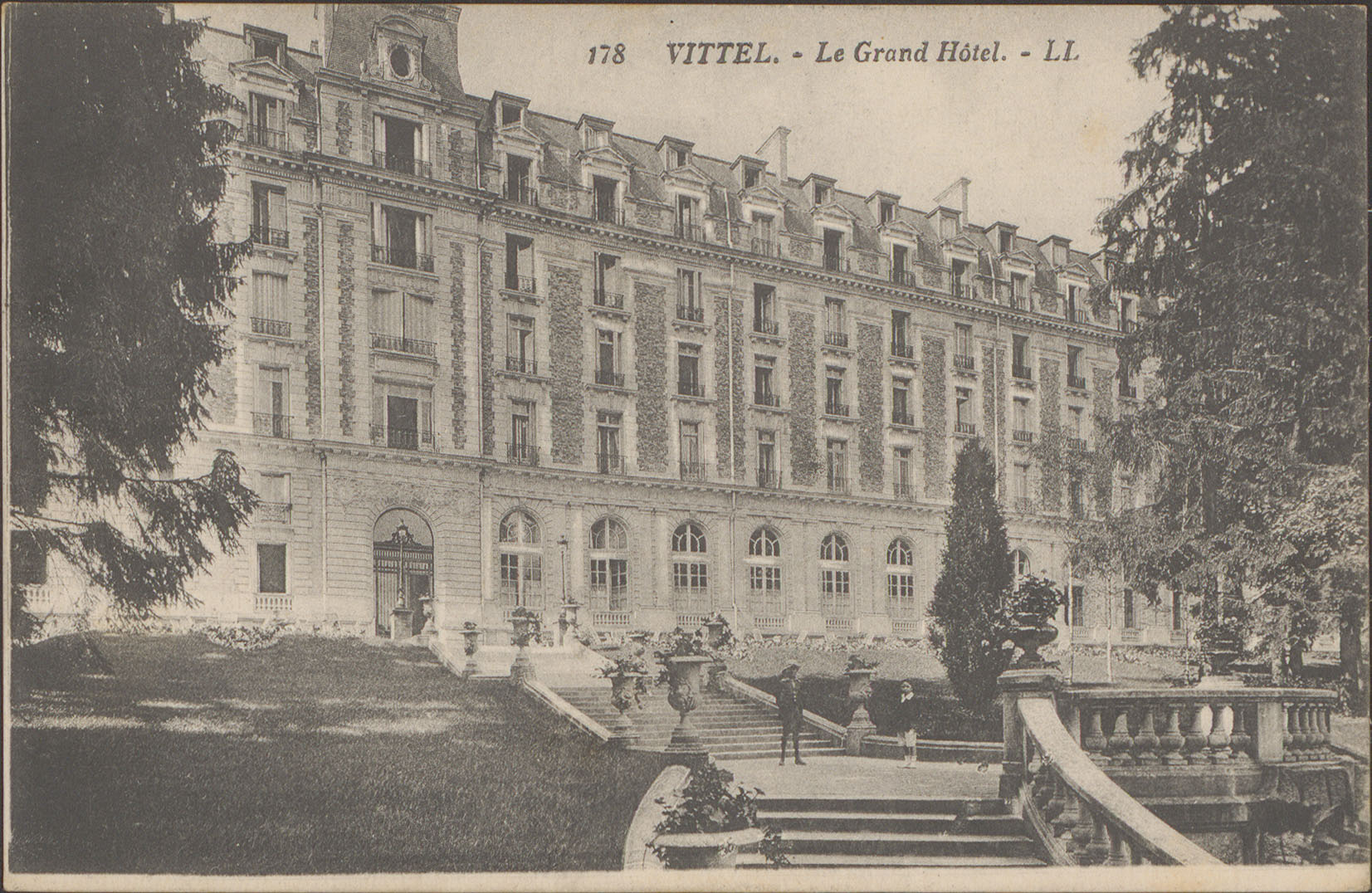
Grand Hôtel de Vittel entre 1880 et 1945.

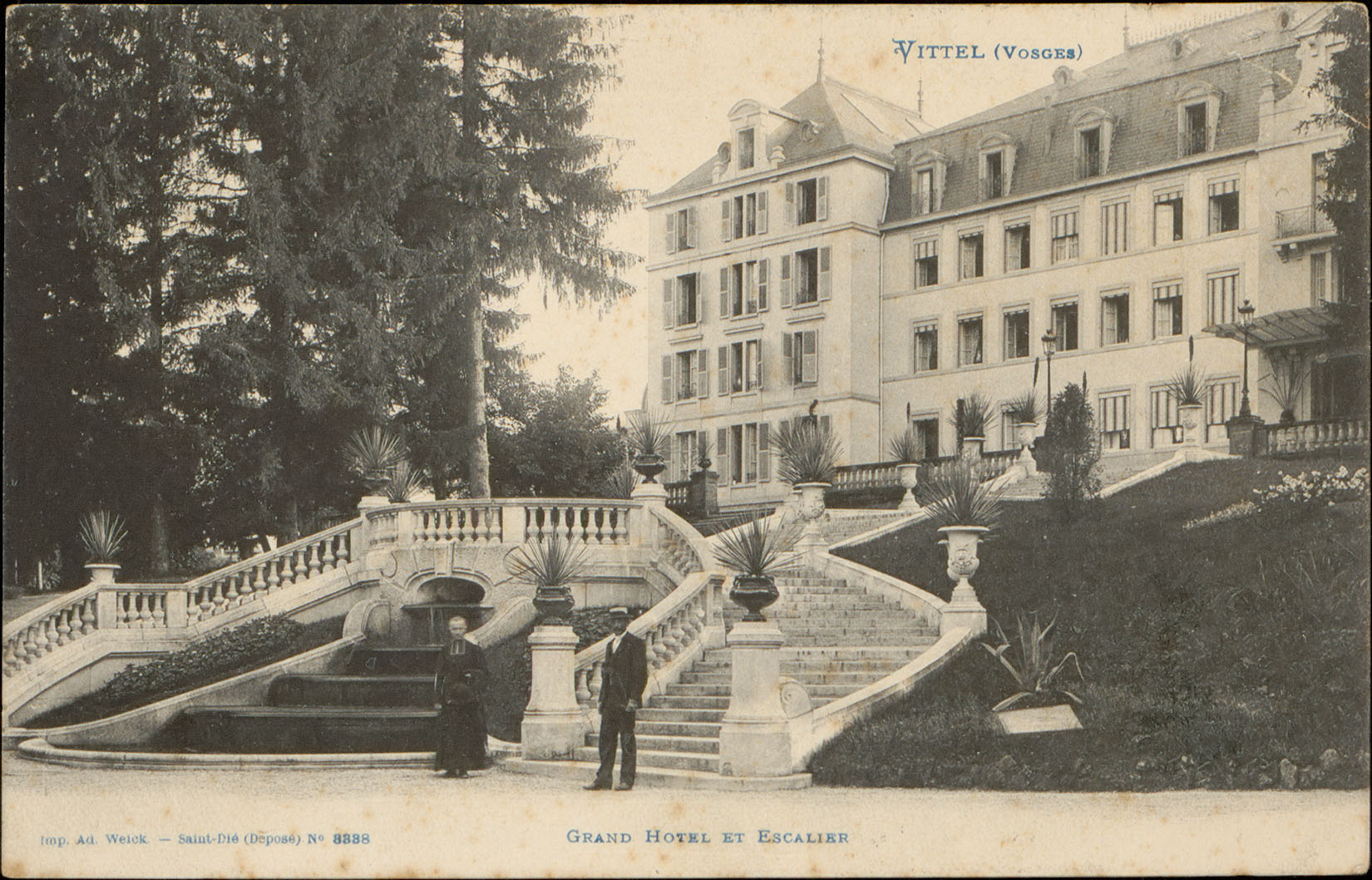
Les escaliers du Grand Hôtel de Vittel, entre 1880 et 1945.

Le mari de Sofka Skipwith rejoignit l'armée, d'abord comme patrouilleur, puis au sein de la RAF. Les inquiétudes de Sofka Skipwith se concentraient surtout sur sa mère, qui dépendait de l'argent que sa fille lui envoyait. Pendant la drôle de guerre, elle parvint à obtenir un visa grâce à ses relations et partit à Paris pour un mois : là-bas, elle paiera six mois de loyer d'avance pour sa mère et son beau-père. Cependant, lors de son deuxième voyage à la mi-mai 1940, elle fut piégée à Paris, alors occupée par les Allemands, et elle fut arrêtée et envoyée dans un camp de concentration à Besançon avec d'autres ressortissants anglais,. En mai 1941, ils furent transférés au camp d'internement de Vittel situé au Grand Hôtel et dans d'autres hôtels spa de Vittel,. L'image trop "rose" donnée à ce camp dans le film Two Thousand Women sera vivement critiquée par Sofka Skipwith et ses amis. En 1942, elle fut informée de la mort de son mari après que son avion eut été abattu. 
Durant son temps de captivité, Sofka Skipwith tenta à plusieurs reprises d'aider les gens à s'échapper. Elle parvint à faire passer en contrebande des messages, des cigarettes et d'autres articles de colis de la Croix-Rouge aux membres de la Résistance française.  
Le 3 avril 1943, elle parvint à envoyer une liste composée des noms des Juifs polonais internés au camp de Vittel à destination de Lisbonne où se trouvaient alors des diplomates occidentaux : l'objectif était de s'assurer de leur protection. Cependant, en 1944, les 280 Juifs polonais de Vittel sont envoyés au camp d'extermination d'Auschwitz, sauf 60 qui ont pu être retirés du camp grâce à la liste de Sofka Skipwith. En 1985, Abraham Oppenheim, chercheur à la London School of Economics, apprit à Sofka Skipwith que sa liste de noms avait permis à ces 60 Juifs de Vittel d'être sauvés avant leur départ pour Auschwitz. 
Les actions qu'elle a mené au camp de Vittel sont nombreuses : une fillette de onze ans a été envoyée pour être cachée par une famille locale ; Sofka Skipwith et un de ses amis ont fait sortir clandestinement un bébé caché dans un panier du camp sous la clôture, ; une femme a feint la paralysie avec l'aide du médecin juif du camp et s'est ainsi sauvée avec ses enfants. 
Mais la majorité qui ne s'était pas suicidée lorsque les trains de transport furent arrivés à Vittel ont été abattus en raison d'une rébellion organisée à leur arrivée au camp d'extermination. Alors qu'elle avait cherché à contacter ses proches pendant de nombreuses années, Sofka Skipwith savait uniquement qu'ils avaient été emmenés dans les chambres à gaz.
Sofka Skipwith fut rapatriée en Angleterre en août 1944, après qu'elle a refusé certaines opportunités de continuer à essayer d'aider les Polonais. Olivier la fait immédiatement engager comme secrétaire de la Old Vic Theatre Company. Après la guerre en Europe, elle accompagne la troupe dans une tournée de l'ENSA durant sept semaines. La troupe jouait devant un public de militaires et c'est au cours de cette tournée que Sofka Skipwith voit les ruines de Hambourg et camp de concentration de Bergen-Belsen. La troupe joue également à la Comédie-Française.

### Après la guerre
En 1946, Sofka Skipwith quitta la troupe de l'Old Vic afin de s'occuper davantage de son jeune fils : elle reprit son travail pour Universal Aunts et consacra une grande partie de son temps au parti communiste. Après la fermeture des pubs, elle organisa une soirée-partage appelée «Sofka's Saturday Soups», durant laquelle elle utilisait secrètement de la viande de cheval pour résoudre le problème du rationnement de la viande. Elle a publié plus tard un livre de cuisine intitulé Eat Russian. 
En 1948, à quarante ans, armée d'une lettre de recommandation de Laurence Olivier qui commençait de la sorte : « Je connais Sofka Skipwith depuis quinze ans. Elle a été secrétaire particulière, secrétaire d'entreprise, liseuse et aide présente en temps de trouble" Soka Skipwith rentra à Paris. 
La biographie écrite par sa petite-fille explique qu'elle vivait avec le cousin qui l'avait aidée à quitter Paris lorsque celle-ci était occupée. Alors qu'elle envisageait de fonder une pension sur la Riviera, elle fut embauchée pour diriger Progressive Tours, une agence de voyages communiste qui, selon les mots de Skipwith, visait à "créer des opportunités pour les travailleurs de Grande-Bretagne de rencontrer les gens ordinaires d'autres pays - sûrement le meilleur moyen de surmonter les préjugés et l'intolérance et de contrer la menace d'une autre guerre". Ses tournées en Europe de l'Est furent pendant plusieurs années la seule rupture du rideau de fer, et c'était la seule branche du Parti communiste qui gagnait de l'argent. En février 1957, Progressive Tours fut la première agence de voyages occidentale à entrer en Albanie communiste.
Cependant, le cousin avec lequel elle vivait souffrait de violents maux de tête dus à une blessure de guerre. Il a du subir une lobotomie, ce qui l'a rendu très vite mentalement incapable. À son retour, Sofka Skipwith découvre qu'il avait vendu leur chalet à Gif, à proximité de Paris, à un prix défiant toute concurrence et avait acheté deux écuries non chauffées. Selon sa petite-fille, c'est à ce moment-là qu'elle faillit se suicider ; au lieu de cela, elle quitta son cousin et, comme elle le dira plus tard, vécut dans les trains à la fin des années cinquante. Lorsqu'elle n'était pas en tournée, elle restait chez des amis.
Lors d'une de ses tournées en URSS, elle rencontra un syndicaliste, marathonien et entraîneur d'athlétisme de Shepherds Bush. À la fin de l'année 1957, ils emménagèrent ensemble à Londres, dans une maison que le plus jeune fils de Sofka Skipwith acheta pour eux à la suite d'un héritage. En 1962, ils ont utilisé ses économies pour acheter "une maison en pierre primitive au milieu de Bodmin Moor",. Après l'avoir rénové, Sofka Skipwith continua d'écrire ses mémoires et travailla sur un deuxième volume, et elle cessa de travailler pour Progressive Tours en 1964. Elle et son époux préféraient l'isolement dans leur retraite : les visiteurs avaient reçu l'ordre de passer la journée à l'extérieur et une heure de départ leur a été donnée. Sofka Skipwith est décédée d'une insuffisance cardiaque en février 1994, peu de temps après avoir participé à un documentaire de Timewatch sur Raspoutine, ; son partenaire est mort dix ans plus tard. Selon sa petite-fille, Sofka Skipwith « s'est toujours sentie d'abord russe, affirmant en plaisantant que « Tous les Russes sont fous ! » »  Elle est décédée en 1994 dans le comté de Cornouailles.

## Convictions politiques et sociales
Sofka Skipwith s'est décrite comme une personne préoccupée par les inégalités économiques depuis l'enfance. À Saint-Pétersbourg, elle apprit d'une des servantes de sa grand-mère que les gens mouraient de faim et lui fit passer des gâteaux en contrebande afin que la servante puisse les donner aux pauvres. De même, en Crimée, elle noua des amitiés avec des membres du soviet local. À Rome, son « socialisme instinctif » fut alimenté par la lecture de la littérature politique. Peu de temps après avoir commencé à travailler pour la duchesse de Hamilton, elle participa à la campagne de son fils Douglas, candidat unioniste pour la circonscription appauvrie de Govan, à Glasgow : elle fut choquée de découvrir les conditions dans lesquelles vivaient la population,.
Elle fit l'expérience de la pauvreté après que son premier mari eut perdu son travail. Cette situation l'a convaincue de « l'injustice de l'organisation sociale, de la division manifestement fausse de l'humanité en société de classes », alors que son mari lui « [estimait que c'était] simplement la malchance d'être du mauvais côté". En 1933, après la naissance de son premier fils, le couple a estimé que la maternité devrait faire l'objet d'une enquête pour mauvais traitements infligés aux bébés et non-paiement du personnel. Sofka Skipwith y travailla comme comptable jusqu'à avoir assez d'informations pour dénoncer le directeur de l'établissement, qui fut envoyé en prison. Après cela, elle embaucha une infirmière qui n'avait nulle part où aller comme nounou.
Avec son second mari, Sofka Skipwith essaya de lire Marx et Lénine, mais ces lectures furent trop difficiles selon eux. C'est durant sa captivité au camp de Vittel qu'elle rejoint finalement le Parti communiste, après de longues discussions politiques avec ses colocataires. Après son rapatriement, elle rejoignit le Parti communiste britannique, dans lequel elle fut active de longues années - comme durant son travail au sein de l'agence de voyages,. À la fin des années 1960, elle édita le premier numéro du magazine Alban Life et publia un livre intitulé Un petit guide de la République populaire d'Albanie. Avec le secrétaire du Chelsea Labour Party, elle fonde une branche de la British-Soviet Society. Avec trois autres personnes, elle créa un journal d'actualité de gauche appelé Front Page Review, qui a fermé ses portes après deux numéros par manque de fonds,. En 1949, elle fut interprète au Congrès mondial de la paix, puis produisit la revue In Defence of Peace, pour laquelle elle travaillait parfois seule. Même si elle s'éloigna du parti en vieillissant, elle continua de supporter les Soviétiques et elle souhaitait retourner vivre en URSS. Dans ses dernières années, elle était préoccupée par l'Holocauste, et publia des livres sur le sujet sur des amis,.
Elle défendait avec ferveur le droit à la contraception, recommandant le diaphragme comme moyen de se protéger. Dans sa biographie, sa petite-fille la décrit comme « hautement sexuée » et enquête sur les nombreux amants qu'elle n'a pas mentionnés dans ses mémoires. Elle raconta à son plus jeune fils qu'elle avait eu plus de 100 amants et écrivit à son partenaire en 1958 : "Comme tu le sais, ces dernières années, je suis allégrement aller au lit avec n'importe qui qui était plaisant et divertissant. C'était un passe-temps agréable, un bon exercice et signifiait très peu pour moi : une semaine ou deux, un jour ou deux, une soirée"

## Honneurs
En 1985, elle reçut une lettre de Yad Vashem indiquant qu'elle était envisagée pour recevoir le prix de Juste parmi les Nations pour ses efforts pour sauver les Juifs du camp d'internement de Vittel. Elle reçut ce prix à titre posthume en 1998. En mars 2010, elle était également l'une des 27 personnes à recevoir l'honneur spécial du Royaume-Uni de Héros britannique de l'Holocauste, à titre posthume.

## Enfants
- Pierre Zinovieff, 1933-2021
- Ian [Zinovieff] Fitzlyon, n. 1935
- Sir Patrick Skipwith, 12e baronnet Skipwith, 1938-2016